# Evelina (roman)
Evelina, or the History of a Young Lady’s Entrance into the World is een komische briefroman van Frances Burney uit 1778 en was haar literaire debuut. Het boek is een satire op de sociale conventies van de Britse maatschappij in het midden van de 18de eeuw en in het bijzonder op de destijds heersende opvattingen omtrent sociale klasse en gender. De roman was een onmiddellijk succes en vestigde Burneys reputatie als auteur. Ze schreef het boek buiten het medeweten van haar vader, musicoloog Charles Burney, met wie ze een bijwijlen stroeve verstandhouding had en aan wie Evelina werd opgedragen.
Na Evelina schreef Burney het toneelstuk The Witlings, dat werd goedgekeurd door Richard Brinsley Sheridan doch uiteindelijk nooit werd opgevoerd door toedoen van haar vader, die bezorgd was dat het een publiek schandaal zou uitlokken – het theater gold in de 18de eeuw als een veeleer onbetamelijk medium voor vrouwelijke schrijvers. Als gevolg hiervan wijdde Burney zich opnieuw aan het schrijven van romans; er zouden nog de romans Cecilia, Camilla en The Wanderer volgen. Van deze romans is haar debuut Evelina door de eeuwen heen het populairst gebleven. Dat Burney echter liever toneelauteur ware geweest, komt tot uiting in haar dialogen, die een breed spectrum aan stijlregisters en idiomen bestrijken.

## Achtergrond

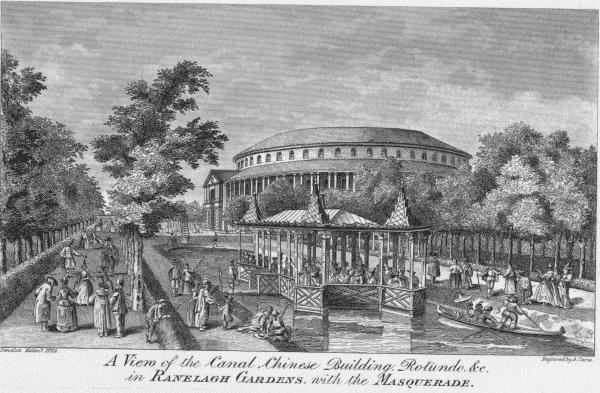
Ranelagh Gardens, de 18de-eeuwse Londense lusttuin

Burney stuurde het eerste van de drie boekdelen van Evelina in december 1776 naar de uitgever Thomas Lowndes. In die periode stond haar vader hoog in aanzien als muziekhistoricus, en Frances was grootgebracht met een grote waardering voor de opera en de Italiaanse muziek, alsook voor het serieuze theater zoals vertolkt door David Garrick, die een vriend van Charles Burney was en in 1776 met pensioen ging. Theater gold overwegend als een amusementsvorm voor de lagere en middenklasse, terwijl opera een elitairder publiek trok: van deze tegenstellingen maakt Burney in haar roman gebruik om de mentaliteit en omgangsvormen van de verschillende klassen tegen elkander uit te spelen. De aristocratische kringen van Lord Orville en Lady Howard contrasteren scherp met de nuchtere handelaarsmentaliteit van het gezin Branghton; zij frequenteren dan ook andere etablissementen en koffiehuizen. De theehuizen, schouwburgen, opera’s, taveernes en balzalen die in Evelina vermeld worden, bestonden daadwerkelijk en trokken een uiteenlopend cliënteel, afhankelijk van hun ligging in een mondaine dan wel alledaagse buurt van de hoofdstad.
Een ander contrast is dat tussen de stad en het platteland: Evelina’s pleegvader, dominee Villars, cultiveert de rurale idylle van een teruggetrokken bestaan in het landelijke Berry Hill. Voor hem is Londen niets dan een oord des verderfs, waarin zijn pleegdochter aan talloze gevaren wordt blootgesteld. In Londen waren ten tijde van Burney meerdere lusttuinen met exotische attracties, die een uiteenlopend publiek aantrokken: Ranelagh Gardens mikten op de hogere klassen, terwijl Vauxhall Gardens zowel door de aristocratie en de middenklasse als door prostituees werden aangedaan, die zich als voorname vrouwen kleedden.
Frances Burney bracht enkele correcties in de proefdruk van 1778 aan, die in een blad met errata werden opgenomen. Het daaropvolgende jaar volgde een tweede editie, en een derde in 1779, toen eveneens een Duitse vertaling verscheen. Tussen 1780 en 1785 kwam tevens een Nederlandse vertaling in omloop. Gedurende Burneys leven verschenen ten minste achttien edities. Het boek kreeg in 1778 positieve recensies in zowel de Monthly Review als de Critical Review. In dat jaar geraakte Burney bevriend met Hester Thrale en Samuel Johnson.

## Narratief karakter
De satire in Evelina speelt enerzijds met het concept van ‘goede manieren’ en anderzijds met modegrillen. Het personage kapitein Mirvan is een sadistische bruut met een diepgewortelde haat voor alles wat Frans is: hij valt dan ook zwaar uit de toon in een gezelschap dat een schijnheilige façade van gecultiveerdheid ophoudt en dweept met de Franse cultuur die in de 18de eeuw toonaangevend was. De kapitein is niet bijster geletterd maar extreem rechtuit en verafschuwt pruiken, mooie kleren en fijne manieren, die hij als nutteloos en verwijfd beschouwt. In het derde deel van de roman wordt zijn plaats ingenomen door Mrs Selwyn. Zij is buitengewoon intelligent en kent de codes van de high society maar riduliseert deze voortdurend met sarcastische opmerkingen. Dergelijk gedrag gold echter als ‘onvrouwelijk’.
Als jonge, aantrekkelijke vrouw wordt Evelina voortdurend achternagezeten door talloze mannen die haar avances maken; door haar afgeschermde opvoeding begrijpt zij dit echter niet. Gaandeweg wordt ze minder naïef en begint in te zien dat adeldom geen garantie voor eerlijkheid biedt. Sir Clement Willoughby is een elegante mooiprater die haar in wezen tracht aan te randen, terwijl Lord Merton in gezelschap doet alsof hij haar niet kent en haar poogt te verleiden wanneer hij alleen met haar is. Evelina schaamt zich dikwijls: ze heeft een sterk bewustzijn van betamelijkheid en maakt zich zorgen omtrent gezichtsverlies in de ogen van Lord Orville, wanneer hij haar per toeval in het plebejische gezelschap van de Branghtons ontmoet.
De personages onderscheiden zich vooral door hun taalgebruik. De meeste aristocraten spreken in welluidende volzinnen, terwijl het gezin Branghton alledaagse omgangstaal bezigt. Kapitein Mirvan praat hoofdzakelijk in een zeemansjargon vol relatief obscure uitdrukkingen, Madame Duval, die zich graag een Frans imago aanmeet, spreekt gebroken Engels en heeft problemen met de trappen van vergelijking en de verleden tijd. Dominee Villars schrijft sentimentele brieven in een plechtige stijl en spreekt Evelina met het familiaire thou en thee aan.
Evelina breekt op ironische wijze met de sentimentalistische traditie van Samuel Richardson: de heldin gaat niet tenonder door de nefaste invloed van haar omgeving en haar turbulente gevoelsleven, maar bejegent haar belagers met afstandelijkheid in een reeks komische incidenten, die uiteindelijk, zonder emotionele uitspattingen, tot een bevredigende ontknoping leidt.

## Verhaal
Als protagonist is Evelina de voornaamste briefschrijver in de roman. Het leeuwendeel van haar brieven is aan haar pleegvader Arthur Villars op het landgoed Berry Hill gericht. Bij tijd en wijle antwoordt Villars haar, meestal om haar te waarschuwen of beleren. Kortere brieven worden onder anderen door Lady Howard, Sir John Belmont en Mr Macartney geschreven.

### Eerste boek

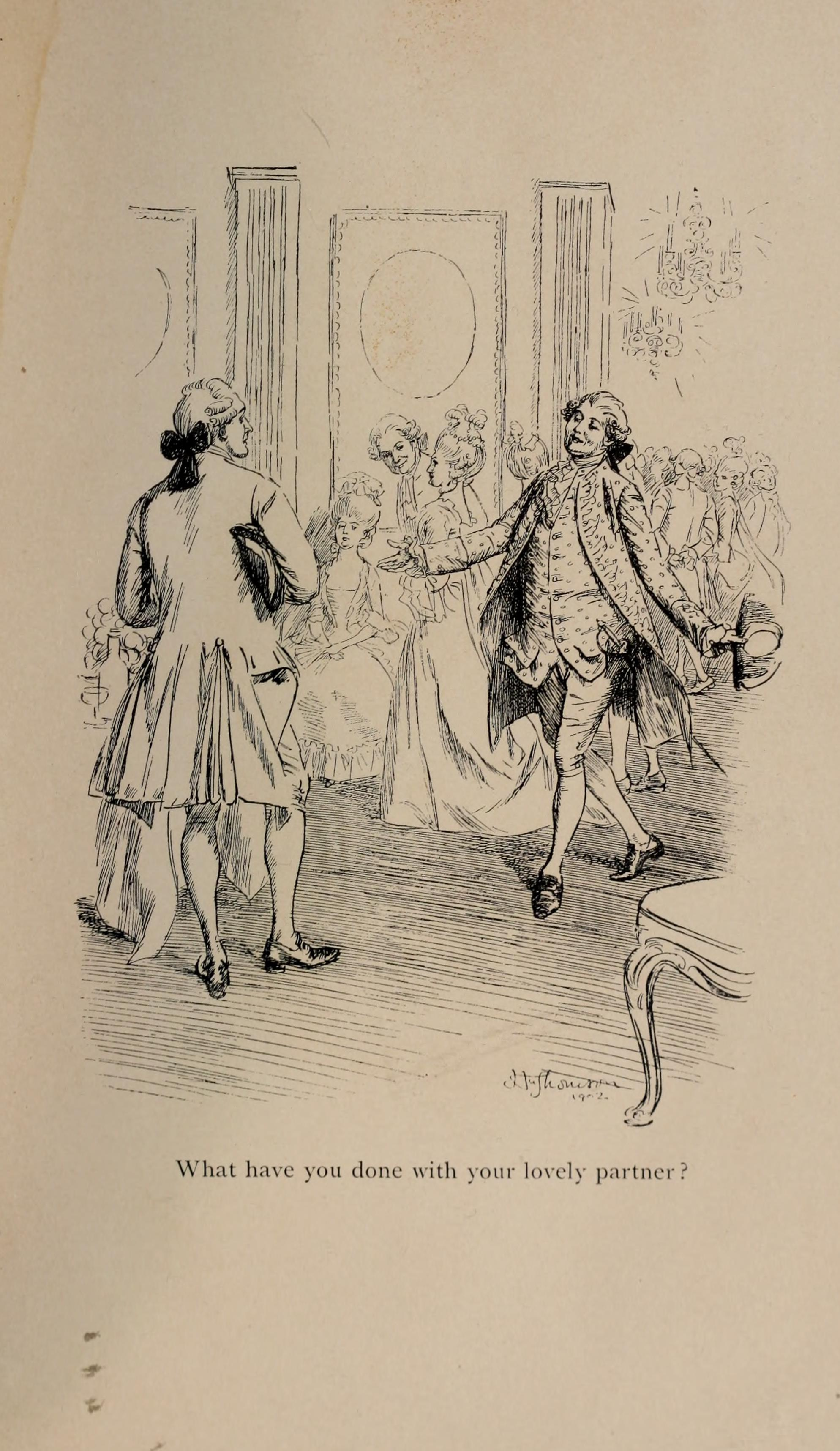
De balscène (illustratie uit 1906)

Lady Howard schrijft aan Arthur Villars dat ze bericht van Madame Duval vanuit Frankrijk heeft ontvangen, de grootmoeder van Evelina. Evelina staat tot haar achttiende jaar onder Villars’ voogdij, maar Duval wil haar kleindochter naar Parijs meenemen om haar een betamelijke, wereldse opvoeding te schenken. Evelina’s moeder is onder de hoede van Villars overleden en haar vader, Sir John Belmont, is ervandoor gegaan zonder zijn verantwoordelijkheid op te nemen. Evelina’s grootvader, wijlen Mr Evelyn, die met Madame Duval gehuwd was, had Villars op zijn sterfbed verzocht zich over Evelina te ontfermen. Hierdoor heeft de dominee haar als zijn eigen dochter op het platteland in Dorset grootgebracht. Lady Howard stelt voor, Evelina enkele maanden naar Londen te sturen in het gezelschap van haar dochter, Mrs Mirvan, opdat ze een stukje van de wereld kan zien. Met tegenzin stemt dominee Villars hiermee in.
Evelina trekt eerst naar Howard Grove, het landgoed waar Lady Howard met haar dochter en kleindochter woont. Haar dochter krijgt algauw bericht dat haar echtgenoot, kapitein Mirvan, na zeven jaar terug in aantocht is. Het gezelschap wil naar Londen trekken om hem te ontvangen, en Evelina mag mee. Ze is laaiend enthousiast wanneer ze David Garrick in het Drury Lane Theatre de rol van Ranger in The Suspicious Husband van Benjamin Hoadly ziet spelen. Evelina gaat om voorname kleren winkelen met Maria, Mrs Mirvans dochter, en ze laten hun haar opsteken in hoge kapsels om, zoals Evelina het uitdrukt, zich te Londeniseren.
Op een bal brengt Evelina zichzelf in de verlegenheid. Ze wijst een man af die een menuet met haar wil dansen, maar aanvaardt even later het aanbod van Lord Orville: dit is volkomen tegen de regels. Wanneer een dame een man als danspartner afwijst, is het zeer onbeschoft later met een andere man te dansen. Lord Orville gedraagt zich als een heer en begeleidt haar naar haar koets. Een andere gegadigde op het bal, Sir Clement Willoughby, heeft Evelina in de gaten gekregen en informeert zich achteraf bij Lord Orville omtrent het incident, hetgeen door Maria wordt afgeluisterd. Lord Orville beschouwt Evelina als een eenvoudig, naïef meisje zonder kwade bedoelingen. De door haar afgewezen man blijkt nadien Mr Lovel te heten.
Evelina gaat naar een Italiaanse opera kijken, die haar zeer bekoort, en ’s anderendaags trekt het gezelschap voor het vertier naar Ranelagh Gardens. Ze bezoekt eveneens een opvoering van King Lear, ontmoet kapitein Mirvan, die ze zeer onaangenaam vindt, en trekt nogmaals naar de opera. Sir Clement Willoughby vraagt Evelina ten dans tijdens een ridotto, een modieuze danspartij: ze tracht hem er vergeefs van te overtuigen dat ze reeds een danspartner heeft, en wederom redt Lord Orville haar uit de verlegenheid.

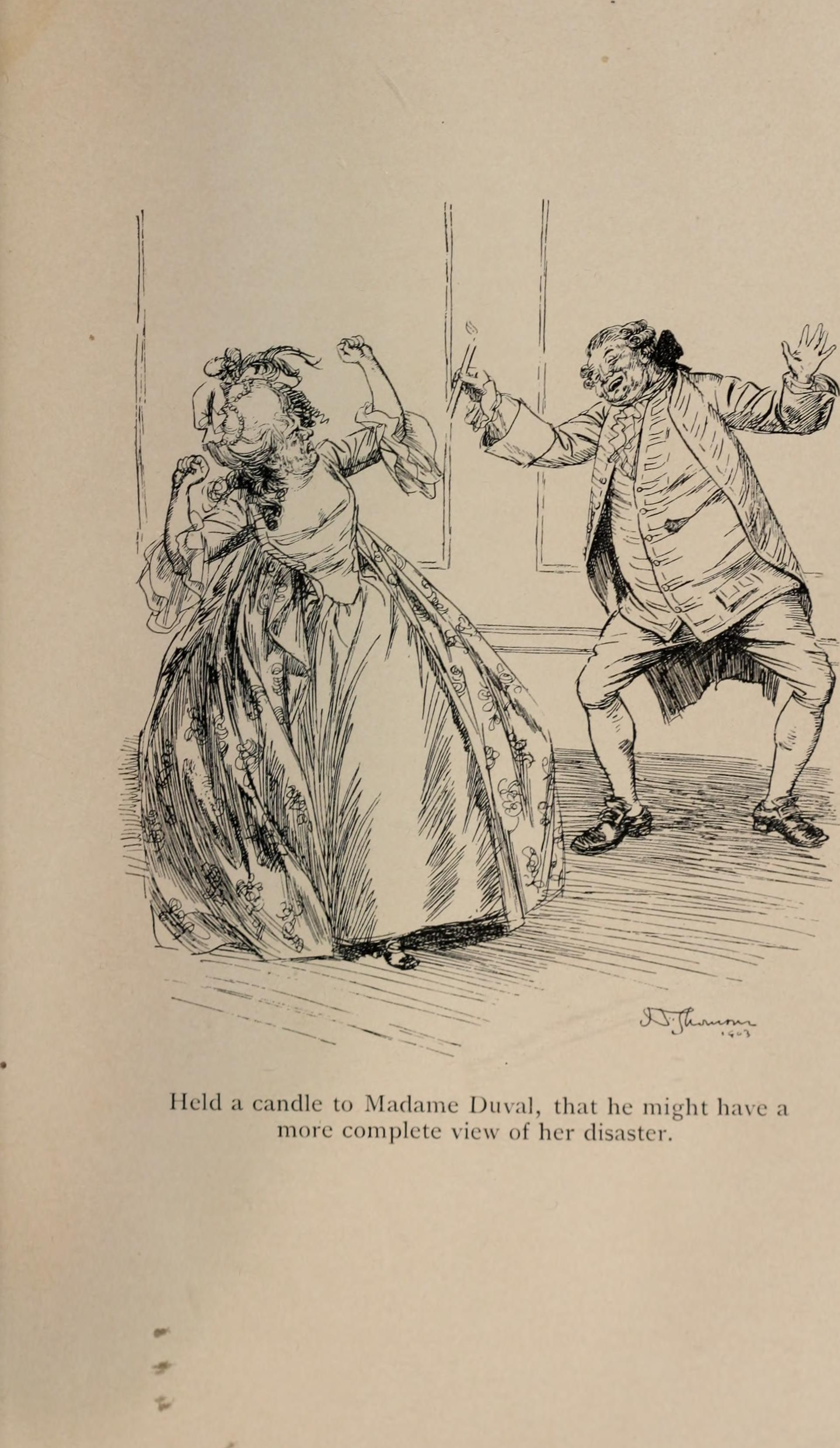
Kapitein Mirvan vernedert Madame Duval (illustratie uit 1906)

Puur toevallig ontmoet Evelina haar grootmoeder, de verfranste mevrouw Duval, wanneer het gezelschap in de regen op een koets moet wachten. Er ontstaat meteen een gewelddadig conflict tussen haar en kapitein Mirvan, die alles wat Frans is hartsgrondig veracht en verafschuwt. Madame Duval, wier echtgenoot drie maanden geleden gestorven is, is vastberaden Evelina met haar mee naar Frankrijk te nemen. Mrs Mirvan en de kapitein besluiten nog wat langer in Londen te vertoeven. ’s Anderendaags bezoekt Madame Duval het huis van de Mirvans en brengt haar metgezel Monsieur Du Bois mee, tot de onmetelijke ergernis van de kapitein. Ook Sir Clement Willoughby brengt hun een bezoek, en die avond gaan ze met hun allen naar Ranelagh Gardens, alwaar ze Lord Orville ontmoeten. Madame Duval en kapitein Mirvan bekvechten hier onophoudelijk over wie de beste natie is, de Engelsen of de Fransen, en Sir Clement praat vooral de kapitein naar de mond, omdat hij ziet dat hij aan de zijde van Evelina staat (al is dit louter om Madame Duval te tergen). Eensklaps barst een enorm onweder los: iedereen zoekt zo snel mogelijk een vrije koets om terug naar huis te keren. Een van de koetsen krijgt pech, Sir Clement maakt van de gelegenheid gebruik om Evelina in zijn armen te dragen en Madame Duval en Monsieur Du Bois geraken in de chaos verloren; uiteindelijk komt het tweetal aan, doorweekt en met modder bespat. De kapitein lacht hen uit, en Madame Duval ziedt van razernij en spuwt hem in het gelaat, waarop een handgemeen ontstaat. Madame Duval heeft sterk het vermoeden dat iemand Monsieur Du Bois, die haar droeg, uit het raam van de koets geduwd heeft.
Met een zware verkoudheid moet Madame Duval in bed blijven, en ze ontbiedt haar neef met zijn zoon Tom en zijn dochters Biddy en Polly naar haar huis, teneinde hen aan Evelina voor te stellen. Dit is het gezin Branghton: vader Branghton is zilversmid op Snow Hill. Hij is niet dom, maar heeft weinig oog voor kunst en heeft nog nooit een opera bezocht. Zijn drie kinderen zijn levendig en eerlijk, maar oppervlakkig en niet bijzonderlijk belezen.
Tijdens een opvoering van Love for Love van William Congreve, die Evelina met Mrs Mirvan, kapitein Mirvan en Sir Clement bijwoont, ontmoeten ze opnieuw Lord Orville en Mr Lovel in het theater. Mr Lovel is een modegek die zijn taalgebruik met Franse uitdrukkingen lardeert en geen aandacht aan het toneelstuk besteedt: hij gaat enkel naar het theater om gezien te worden. De kapitein maakt Mr Lovel belachelijk.
Enkele dagen later brengen de Branghtons Evelina, die zich net aan het opmaken is, een bezoek in het huis van Mrs Mirvan, teneinde haar naar de opera uit te nodigen; Evelina heeft echter reeds plannen om die avond met de Mirvans naar de opera te gaan. Ze gêneert zich enorm, want ze kan haar nichten moeilijk vertellen dat hun alledaagse kleding in zo’n chique omgeving ongepast zou overkomen. Madame Duval, die de Branghtons gestuurd had, stormt razend Evelina’s boudoir binnen. Ze dwingt haar met haar mee te komen en geeft kapitein Mirvans dienstbode een vuistslag in het aangezicht. Tegen wil en dank moet Evelina, paasbest uitgedost, met de Branghtons en Madame Duval naar de opera. Mr Branghton is misnoegd omtrent de prijs van de toegangskaarten en vindt het onzinnig dat de opera niet in het Engels is; eenieder is het erover eens dat de gebaren van de acteurs zeer onnatuurlijk zijn. Het gezelschap praat van begin tot einde. Alleen Evelina geniet van de opera en is zeer onder de indruk van Giuseppe Millico, waarvoor de anderen haar uitlachen. Sir Clement Willoughby geeft haar een lift naar huis, maar gebiedt de koetsier een omweg te maken, zodat hij haar zijn liefde kan verklaren. Evelina heeft angst geschaakt te worden, maar uiteindelijk brengt Sir Clement haar veilig naar huis.
Het gezin Mirvan keert terug naar Howard Grove, en er zit niets anders op dan Madame Duval mee te nemen. Monsieur Du Bois wil mee, maar de kapitein gooit hem uit de koets; bijna daagt Du Bois hem tot een duel uit, maar zijn Engels is te slecht om te begrijpen wat er aan de hand is. Madame Duval heeft het plan opgevat een rechtszaak tegen Sir John Belmont aanhangig te maken om hem ertoe te dwingen te erkennen dat Evelina zijn wettige dochter is. Dominee Villars is hier uit morele overwegingen sterk tegen, maar Lady Howard schrijft uit haren hoofde naar Sir John Belmont via de ambassadeur in Frankrijk.

### Tweede boek

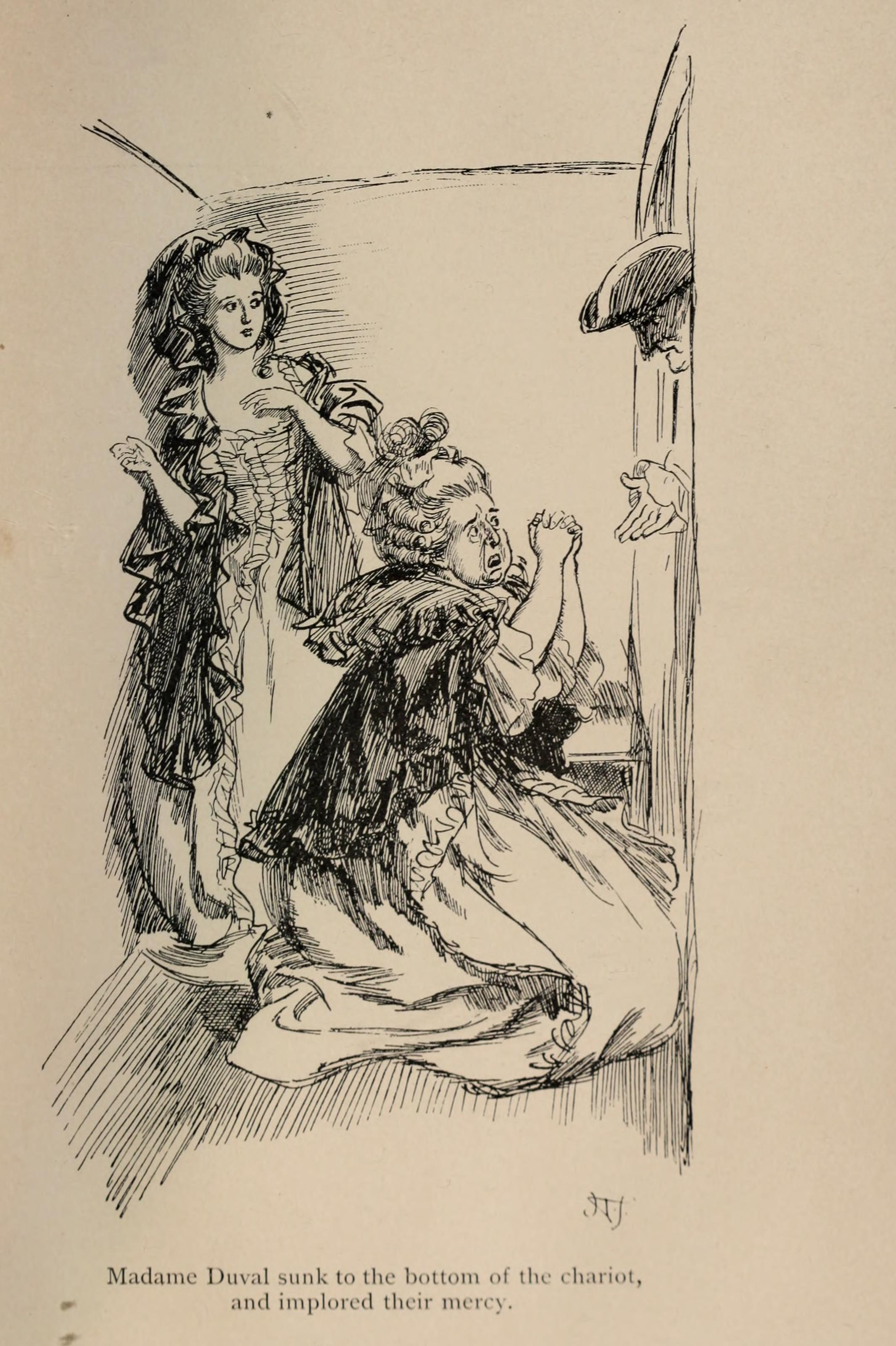
Zogenaamde struikrovers (illustratie uit 1906)

Sir Clement Willoughby duikt ‘toevallig’ op in Howard Grove, en wordt door kapitein Mirvan, die hem als een vriend beschouwt, heel hartelijk ontvangen. De kapitein bekokstooft een plan om Madame Duval nog wat verder te vernederen. Sir Clement vertelt bij het ontbijt een verhaal over een Fransman die hij aan de Tower of London belaagd zag worden; om een of andere reden zou deze man als een spion of verrader aangezien worden en tegen de doodstraf aankijken. Madame Duval is er zeker van dat het Monsieur Du Bois betreft en wil ogenblikkelijk naar Londen trekken om hem te redden. Samen met Evelina vertrekt ze in een koets, maar de koetsier raakt zogezegd de weg kwijt en vertelt hun dat er struikrovers in de buurt zijn; Madame Duval geraakt in paniek. Uiteindelijk duiken kapitein Mirvan en Sir Clement Willoughby, beiden als struikrovers vermomd, aan de koets op. De kapitein sleurt Madame Duval hardhandig mee, bindt haar handen en voeten vast en smijt haar in een ondiep moeras. ’s Anderendaags doet Sir Clement heel bezorgd en maakt nogmaals avances naar Evelina toe.
Sir John Belmont beantwoordt de brief met een vaag bericht waarin hij Evelina alle geluk toewenst, maar geen interesse uitdrukt om haar in levenden lijve te zien. Evelina wil terug naar Berry Hill keren om wederom haar intrek bij Arthur Villars te nemen; laatstgenoemde waarschuwt haar voor Sir Clement Willoughby, maar tot zijn spijt moet hij Madame Duval toestemming geven, Evelina een maand lang bij haar te houden. Zodoende vertrekt ze opnieuw naar Londen; echter, ditmaal moet ze bij de Branghtons in Holborn verblijven, een aanzienlijk minder modieuze buurt dan ze gewend was in het gezelschap van Mrs Mirvan. Madame Duval ontdekt dat Monsieur Du Bois helemaal niet in de gevangenis zit, en langzaam begint het haar te dagen dat ze voor de gek werd gehouden. Ze wil de kapitein voor de rechtbank slepen.
Het gezin Branghton ontvangt Evelina met veel geestdrift; de Branghtons wonen in een bescheiden huis en verhuren enkele kamers aan twee commensalen: Mr Smith en Mr Macartney. Mr Smith doet zich graag als een voorname heer voor, maar derft het intellect ervoor, terwijl Mr Macartney, een sombere Schot, steeds in rouwkledij gaat, zich afzijdig houdt en achterstallig met zijn huur is. Hij lijkt straatarm te zijn en schrijft gedichten in de stijl van Thomas Gray. Mr Smith nodigt Evelina op een bal uit dat enkele dagen later in Hampstead zal plaatsvinden; Madame Duval wil absoluut mee, want ze danst graag.
Evelina ziet Mr Macartney met twee pistolen naar zijn kamer trekken en op de vloer knielen; instinctief springt ze de kamer binnen en voorkomt dat hij zelfmoord pleegt. Macartney denkt dat ze een soort engelbewaarder is en wordt ietwat verliefd op haar. De volgende dag vragen Mr Smith en de Branghtons Evelina uit over alle koffiehuizen en theaters in Londen waar ze nog nooit geweest is. Die avond gaan ze naar The Minor en The Commissary kijken, twee toneelstukken van Samuel Foote.
Na Evelina naar diverse etablissementen te hebben meegesleurd, trekt het gezelschap naar Vauxhall Gardens. Evelina geraakt van de groep afgezonderd en belandt tussen enkele opdringerige mannen. Net op tijd treedt Sir Clement Willoughby tevoorschijn: Evelina denkt dat ze gered is, maar in plaats van haar weer onder de menigte te brengen, leidt hij haar naar de Dark Walks, een afgelegen deel van de tuinen, waar hij zich bijna aan haar vergrijpt. Hij is echter te veel verliefd op haar, en na haar tevergeefs uitvoerig zijn gevoelens betuigd te hebben, brengt hij haar terug naar de Branghtons. Wanneer Sir Clement hun echter ’s anderendaags een bezoek brengt, valt Madame Duval hem aan, want ze heeft door dat hij een van de zogenaamde struikrovers was. Clement ontkent in alle toonaarden dat hij iets met de affaire te maken had. De Branghtons zijn geamuseerd door dit conflict, en voor het eerst wordt Sir Clement kwaad.
Drie dagen later willen Madame Duval en de Branghtons naar Marylebone Gardens, maar er barst een hevige plensbui los en het gezin gaat naar de zolder om de hemel te observeren; Evelina is even alleen met Mr Macartney, die niet in staat blijkt met haar te praten. Ze biedt hem geld aan, en Arthur Villars prijst haar wanneer hij dit leest. Hij zal weldra Mrs Clinton naar London sturen om Evelina weer naar Howard Grove mee te brengen. Mr Smith, die een oogje op Evelina heeft, overreedt haar naar het bal in Hampstead te komen, met de bedoeling met haar te dansen, doch uiteindelijk is hij tot zijn ergernis gedwongen met haar grootmoeder te dansen.
Mr Macartney doet Evelina zijn geschiedenis uit de doeken in een brief. Zijn moeder was een Engelse en zijn vader een Schot; hij is opgegroeid in Aberdeen en was voor het priesterschap voorbestemd. Tijdens zijn studies liet zijn beste vriend, die de grand tour deed, hem naar Parijs overkomen, alwaar hij stapelverliefd werd op een in het Frans opgevoede jongedame van Engelse afkomst. Toen dier vader hem met haar betrapte, stak Macartney hem neer en vluchtte halsoverkop terug naar Groot-Brittannië, alwaar hij het relaas aan zijn moeder vertelde. De door hem neergestoken man bleek zijn vader te zijn geweest.

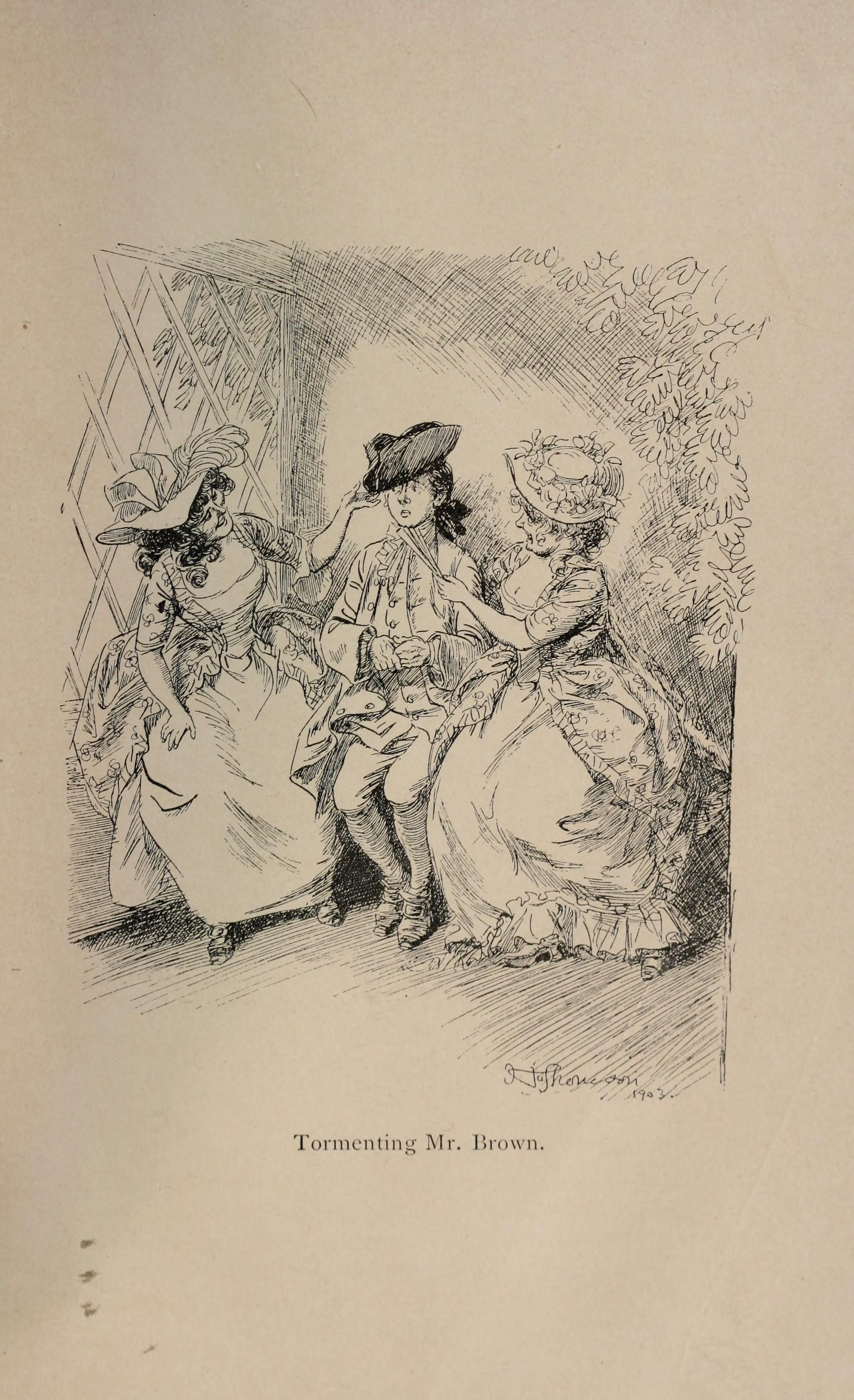
Prostituees in Marylebone Gardens (illustratie uit 1906)

In Marylebone Gardens woont Evelina met de Branghtons een concert van François-Hippolyte Barthélemon bij en gaat ze naar het pyrotechnisch spektakel van Giovanni Battista Torre kijken. In het gewemel verliest ze haar gezelschap uit het oog en belandt tussen twee prostituees, die zich aan haar vast blijven klampen en haar entourage urenlang blijven volgen. Ze schaamt zich diep wanneer ze eensklaps Lord Orville in de lusttuin tegenkomt. ’s Anderendaags kan Lord Orville zijn nieuwsgierigheid niet meer bedwingen; hij trekt naar Holborn om Evelina te vragen of zij die prostituees kende. Terloops bij het ontbijt vermeldt Madame Duval dat Mr Branghton graag een huwelijk tussen Evelina en zijn zoon Tom zou regelen. Die dag trekken ze naar Kensington Gardens, wanneer een regenbui losbarst en er geen openbare koets beschikbaar is. De Branghtons herkennen echter de privékoets van Lord Orville, waarmee hij die ochtend naar Holborn was gekomen. Lord Orville heeft administratieve zaken in Kensington Palace te regelen. Madame Duval overreedt een livreiknecht, naar het paleis te lopen om, in Evelina’s naam, Lord Orville toestemming voor het gebruik van zijn koets te vragen. Evelina zakt door de grond van schaamte, maar Lord Orville stuurt zijn knecht terug met een vriendelijke instemming. Nadat Madame Duval en Evelina in Holborn zijn afgezet, vragen de Branghtons de koetsier hen naar hun eigen huis in Snow Hill te brengen. Lord Orvilles koets krijgt pech en Tom breekt per ongeluk de ruit. De volgende ochtend gaat Tom de lord opzoeken in diens huis op Berkeley Square om zich te verontschuldigen, maar eveneens om zijn vaders diensten als zilversmid aan te bieden. Hij vertelt Lord Orville dat Evelina zijn nicht is. Hierdoor geraakt Evelina geheel overstuur; zij is ervan overtuigd dat ze het bij Lord Orville voorgoed verkorven heeft en schrijft haastig een briefje om hem uit te leggen dat alles buiten haar medeweten is geschied.
Evelina wil Londen zo spoedig mogelijk verlaten: zowel Tom Branghton als Monsieur Du Bois blijkt achter haar aan te zitten. Ze is uitzinnig van vreugde wanneer ze eindelijk weer op Berry Hill arriveert. Haar geluk is echter van korte duur, want ze ontvangt een brief van Lord Orville die blijk geeft van amoureuze gevoelens voor haar. Evelina voelt zich beledigd, en haar pleegvader Arthur Villars doet grote moeite te ontdekken wat het probleem is. Lord Orville insinueert ogenschijnlijk dat Evelina met haar briefje ‘een correspondentie’ met hem aangevat heeft: dit is onbetamelijk. Een vrouw en een man die noch familie zijn, noch met elkander verloofd, horen geen geheime briefwisseling te onderhouden – de suggestie dat Lord Orville hiervan uitgaat, is voor haar ondraaglijk. Ze denkt dat ze zich in de lord vergist heeft. Na eindeloos aandringen peutert Arthur Villars haar geheim los; ze toont hem de brief, en Villars heeft maar één conclusie: Lord Orville moet dronken zijn geweest toen hij die schreef. Evelina’s gezondheid gaat er sterk op achteruit. Op aanraden van haar pleegvader trekt ze met Mrs Selwyn naar Bristol om de wateren van het kuuroord aldaar te nuttigen.

### Derde boek

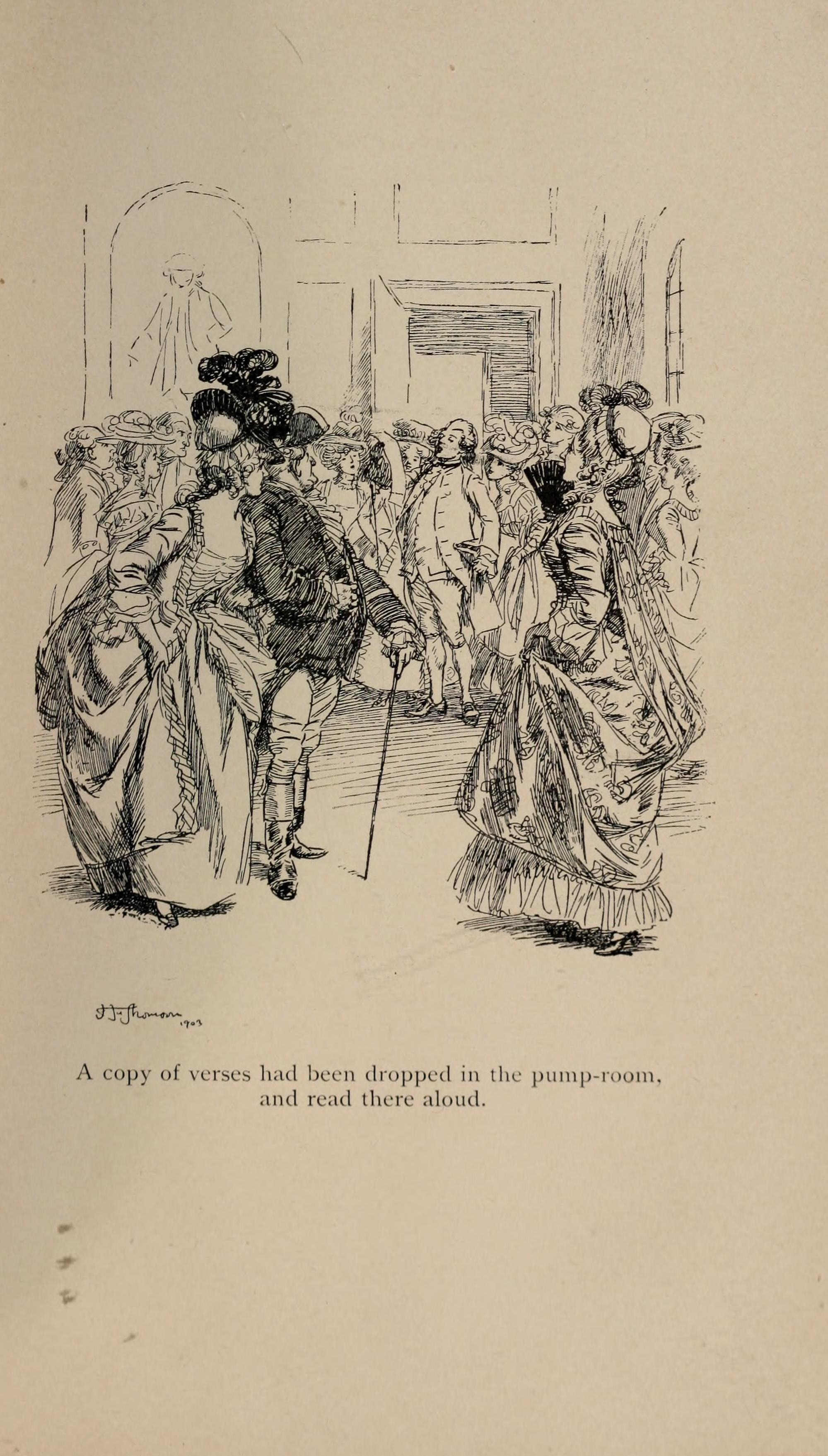
Mr Macartneys gedicht wordt populair in Bristol (illustratie uit 1906)

Na twee weken in Bristol ontmoeten Evelina en Mrs Selwyn drie mannen op de oever van de Lower Avon; een van hen herkent haar van op een bal in Londen. Dit blijkt Lord Merton te zijn, de verloofde van Lady Louisa Larpent, Lord Orvilles zuster. In de plaatselijke apotheek verneemt Mrs Selwyn dat Lord Orville zelf naar Bristol zal komen, en dat Lord Merton en diens verloofde bij Mrs Beaumont in Clifton Hill verblijven, die Mrs Selwyn goed kent. Lord Orville is verbaasd, Evelina aldaar aan te treffen. Zij staat nog steeds wantrouwig tegenover hem wegens de vermeende liefdesverklaring die hij haar geschreven heeft, maar ook Mrs Selwyn heeft de indruk dat hij een zeer eerbaar en hoffelijk mens is. ’s Anderendaags zijn Mrs Selwyn en Evelina op het diner uitgenodigd. Mrs Selwyn spot met Lord Merton, Mr Coverley en Mr Lovel, die alle drie in Bristol zijn om de waters van het kuuroord te nuttigen. Lady Louisa is extreem hautain en geaffecteerd, Mrs Beaumont is enkel in adellijke families geïnteresseerd. Mr Coverley en Lord Merton willen een weddenschap aangaan om te testen wie het snelst met een koets kan rijden. Lord Orville praat dit hun om veiligheidsredenen uit het hoofd, en zegt dat de winnaar van de weddenschap degene zou moeten zijn die het meest het algemene nut dient. Evelina verblijft in Clifton in de vertrekken van Lord Orville, aangezien hij klaarblijkelijk geen oneerbare bedoelingen heeft. Ze vullen de tijd met lezen en discussiëren.
Tijdens een ochtendwandeling stuit Evelina eensklaps op Mr Macartney, die zich naar haar verblijfplaats geïnformeerd heeft en naar Bristol is afgezakt om haar goedheid te belonen. Hun gesprek wordt onderbroken door Lord Orville, wiens nieuwsgierigheid buitengewoon geprikkeld wordt. Evelina is er als de dood voor dat iemand zou denken dat ze een geheim onderonsje met Mr Macartney onderhoudt. Ze wil Lord Orville graag in de geschiedenis inwijden, maar vindt het ongepast daarvoor de problemen van Mr Macartney uit de doeken te doen; Lord Orville heeft hier echter begrip voor. Arthur Villars drukt in een brief zijn bezorgdheid uit; hij heeft door dat Evelina voor de lord aan het vallen is, vertrouwt hem niet en spoort haar aan, afstand van hem te nemen.
Lord Merton is een ogenblik alleen met Evelina, en poogt haar te verleiden; ze heeft echter gehoord dat hij haar achter haar rug beledigt, en in het gezelschap van zijn verloofde negeert hij haar straal – Evelina is gechoqueerd door zoveel schijnheiligheid. De uiteindelijke weddenschap bestaat uit een race tussen twee oude vrouwtjes van in de tachtig; Lord Merton en Mr Coverley hebben elk 100 pond verwed op welke bejaarde het snelst kan rennen. Lord Merton wint de race, bedrinkt zich en vergrijpt zich haast aan Evelina, wat door Mrs Selwyn verhinderd wordt.

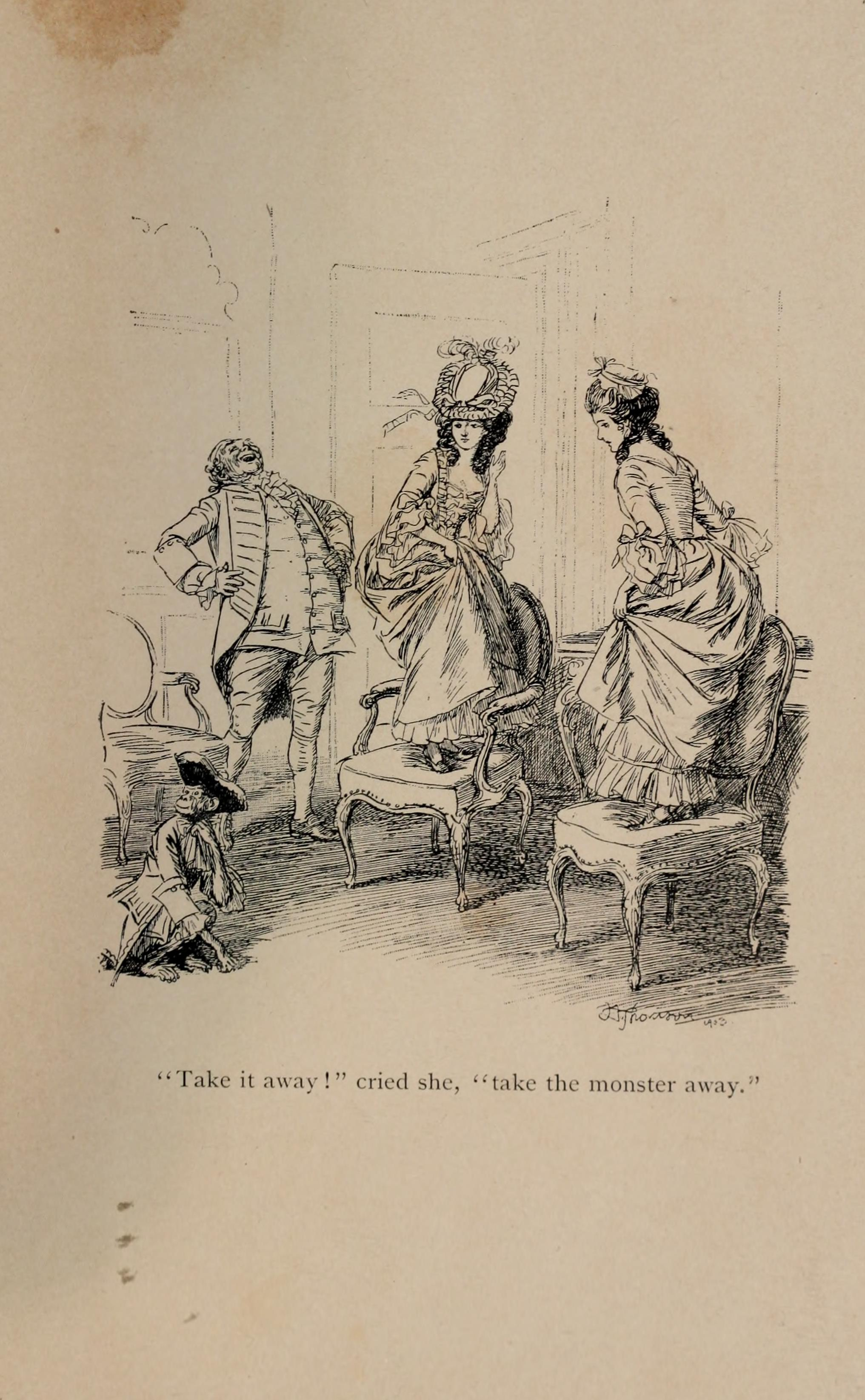
Kapitein Mirvans aap veroorzaakt paniek (illustratie uit 1906)

Tijdens een bal in Bristol duikt ene Miss Belmont op, naar verluidt de dochter van Sir John Belmont. Dit is onmogelijk; Evelina is immers zijn dochter. Mr Macartney vertoeft eveneens nog in Bristol en lijkt daar op de vrouw te stuiten met wie hij in Frankrijk een affaire had. Lord Orville kan zijn nieuwsgierigheid niet meer bedwingen en ontbiedt Mr Macartney bij hem thuis. Het blijkt dat hij de zoon van Sir John Belmont is: Mr Macartney is Evelina’s broer. Ze heeft echter niet de moed hem dit duidelijk te maken; Mr Macartney heeft een gedicht geschreven, dat in de stad circuleert.
Sir Clement Willoughby maakt eveneens zijn opwachting in Bristol en onderneemt nieuwe toenaderingspogingen tot Evelina. Ondertussen schrijft Mrs Beaumont naar Sir John Belmont met de aansporing, Evelina te ontmoeten. Na enkele dagen komt het tot een confrontatie tussen Lord Orville en Sir Clement, die het beiden op Evelina gemunt hebben. Hun gesprek wordt door Mrs Selwyn afgeluisterd: Sir Clement heeft geen intenties om met Evelina te huwen; hij voelt zich alleen fysiek tot haar aangetrokken en laat zich laatdunkend uit over het feit dat ze niet van edelen huize is en geen bruidsschat lijkt te hebben. Lord Orville respecteert daarentegen haar intellect en eerlijkheid. Langzaamaan wordt Lord Orville verliefd op Evelina.
De ontknoping van de roman zit in de ontmoeting tussen Sir John Belmont en zijn dochter: wanneer Sir John Evelina aanschouwt, herkent hij de gelaatstrekken van zijn overleden vrouw en zakt op de knieën. Al die jaren had hij een andere jongedame voor zijn dochter gehouden, die echter het buitenechtelijke kind van zijn dienstmeid was. De twee waren kort na de geboorte verwisseld. Sir Clement geeft toe dat hij de schrijver van het gênante briefje uit hoofde van Lord Orville was en vlucht naar continentaal Europa. Aangezien Sir John Belmont een welstellend man is, is nu ook zijn zoon, Mr Macartney, uit de armoede verlost. Lord Orville vraagt Evelina, zijn ware liefde, ten huwelijk. Lady Louisa, Lord Orvilles hautaine zuster, verzoent zich met haar aanstaande schoonzus.
Aan het eind van het boek volgt nog een surrealistische scène. Kapitein Mirvan en zijn gevolg arriveren in Clifton Hill voor het huwelijk, en de kapitein heeft een aap meegebracht. Hij leidt het dier, dat modieus is uitgedost, de kamer binnen om Mr Lovel belachelijk te maken. De aap wordt agressief en bijt Mr Lovel in het oor.

## Citaat
‘[...] The absurd pride of Mrs Beaumont, and the respect she exacts, are at once insufferable and stupefying; had I never before been in her company, I should have concluded that this had been her first airing from the herald’s office,— and wished her nothing worse than that it might also be the last. I assure you, that but for gaining the freedom of her house, I would fly her as I would plague, pestilence, and famine. Mrs Selwyn, indeed, afforded some relief from this formality, but the unbounded licence of her tongue—’

‘O Sir Clement, do you object to that?’

‘Yes, my sweet reproacher, in a woman I do; in a woman I think it intolerable. She has wit, I acknowledge, and more understanding than half her sex put together; but she keeps alive a perpetual expectation of satire, that spreads a general uneasiness among all who are in her presence; and she talks so much, that even the best things she says, weary the attention. [...]’ (blz. 343; cursief in origineel)
‘[...] De absurde trots van Mrs Beaumont en het respect dat ze opeist, zijn zowel ondraaglijk als afstompend; had ik nog nooit eerder in haar gezelschap vertoefd, dan ware ik tot het besluit gekomen dat ze voor de allereerste keer uit het College of Arms gekomen was, en ik zou haar niets ergers hebben toegewenst dan dat het ook de laatste keer zou zijn geweest. Ik verzeker u dat ik — ware het niet dat ik anderszins een welkome gast bij haar kon worden — voor haar zou vluchten zoals ik zou vluchten voor de plaag, de pest en de hongersnood. Mrs Selwyn bracht inderdaad enige verlichting van al deze formaliteit, doch de tomeloze vrijpostigheid van haar tong—’

‘O, Sir Clement, bent uitgerekend u daartegen gekant?’

‘Ja, mijn lieve berisper, bij een vrouw ben ik daartegen; bij een vrouw vind ik het ondraaglijk. Ik erken dat ze geestig is en scherper van geest dan de helft van haar hele geslacht bijeen geteld; maar zij onderhoudt een onophoudelijk verlangen naar satire, dat een algemeen onbehagen opwekt bij allen die in haar gezelschap vertoeven; en ze praat zodanig veel dat zelfs de beste dingen die ze zegt de aandacht doen verslappen. [...]’